# Mihaela și Albă-ca-zăpada
Mihaela și Albă-ca-zăpada este un film românesc din 1989 regizat de Nell Cobar.